# Bava Metzià
Bava Metzià (en hebreu: בבא מציעא) és el segon dels tres primers tractats del Talmud i la Mixnà de l'ordre de Nezikín, els altres dos són Bava Kama i Bava Batra. Originalment els tres formaven un només tractat anomenat Nezikín (greuges o lesions), sent cadascun part del tractat. Bava Metzià discuteix els afers civils com el dret de la propietat i la usura. També examina l'obligació de custodiar els béns perduts que s'han trobat, o els béns que se li han confiat a una persona d'una manera explícita. Baba metzià conté 119 pàgines dividides en deu capítols.
Algú que troba una propietat perduda ha de guardar-la fins que pugui restaurar al seu amo legítim, tal com s'estableix en (Deuteronomi 22: 1-3). Les regulacions del que constitueix una troballa, i què fer amb les coses trobades, com protegir-se contra els falsos reclamants, com cuidar de la propietat trobada, sota quines condicions el descobridor d'una cosa està obligat a tenir cura d'ella, i sota quines condicions no està obligat, tot això s'explica en els dos primers capítols. Un fideïcomissari honorari que no rep cap pagament només és responsable de la pèrdua de la propietat confiada si aquesta pèrdua ha estat causada per la negligència del fideïcomissari. La manera de procedir en aquests casos, i les regulacions concernents a les responsabilitats i als drets del xomer (el guardià) estan continguts en aquest tractat.